# Șona (okręg Braszów)
Șona – wieś w Rumunii, w okręgu Braszów, w gminie Mândra. W 2011 roku liczyła 250 mieszkańców.